# Rejon wierchowiński
Rejon wierchowiński (ukr. Верховинський район) – jednostka administracyjna Ukrainy, w składzie obwodu iwanofrankiwskiego. Głównym miastem jest Wierchowina.
Rejon został utworzony 17 lipca 2020 w związku z reformą podziału administracyjnego Ukrainy na rejony.

## Podział administracyjny rejonu
Rejon wierchowiński od 2020 roku dzieli się na terytorialne hromady:
- Hromada Białoberezka
- Hromada Wierchowina
- Hromada Zełene